# Pintalia damalis
Pintalia damalis är en insektsart som beskrevs av Ronald Gordon Fennah 1971. Pintalia damalis ingår i släktet Pintalia och familjen kilstritar. Inga underarter finns listade i Catalogue of Life.